# Merel Snoeck
Merel Snoeck (4 april 1986) is een Nederlandse voetbalster die bij voorkeur op het middenveld speelt. Ze verruilde in 2009 FC Utrecht voor SV Saestum.
Snoeck begon met voetballen bij VV Nieuwerkerk op haar negende jaar. Tot en met de A-jeugd speelde zij tussen de jongens in de selectielftallen. In 2004 verruilde Snoeck haar voetbalvereniging voor de vrouwen Hoofdklasser SV Saestum in Zeist. Met dit elftal werd zij tweemaal landskampioen en bereikte zij de kwartfinale van de Uefa Cup. In het seizoen 2007-2008 richtte de KNVB de Eredivisie Vrouwen op. Vanaf de start van de Eredivisie Vrouwen speelde Snoeck voor FC Utrecht. In 2009 verliet ze Utrecht om weer bij SV Saestum te gaan voetballen. Snoeck was de eerste voetballer die in de Eredivisie Vrouwen direct rood kreeg. Dit gebeurde in de wedstrijd FC Twente - FC Utrecht op 30 januari 2008.

## Statistieken
- Kampioen van Nederland: 2004-2005,2005-2006 (SV Saestum)
- Supercup: 2005-2006 (SV Saestum)
- Uefa Cup: 2005-2006 2e ronde, 2006-2007 kwartfinale (SV Saestum)